# ایستگاه راه‌آهن ورامین
ایستگاه راه آهن ورامین (انگلیسی: Varamin railway station) در شمال شهر ورامین در استان تهران واقع شده است و راه‌آهن ایران مالک آن است.